# 朱古力雨
《朱古力雨》（英語：Chocolate Rain）是一首由泰·桑迪创作的一首歌曲和一個音樂影片。上傳于2007年4月22日。直至2018年5月，它已經有117,368,186觀看次數。

## 外部連結
- YouTube上的Chocolate Rain